# 艾伯塔省卡德斯頓聖殿
艾伯塔卡德斯頓聖殿（以前的艾伯塔聖殿）是耶穌基督後期聖徒教會第八座運行的聖殿。 它位於艾伯塔省南部的卡德斯頓，是該教會在美國以外最老的聖殿，也是加拿大的第一座聖殿。 與所羅門聖殿類似，它是該教會中僅有的兩座以十字形建造的聖殿之一，另一座是夏威夷萊以耶聖殿。
2020年，为应对冠状病毒大流行而关門了艾伯塔卡德斯頓聖殿。 